# پدرو ماتیاس
پدرو ماتیاس (انگلیسی: Pedro Matías؛ زادهٔ ۱۱ اکتبر ۱۹۷۳) بازیکن فوتبال اهل اسپانیا است.
از باشگاه‌هایی که در آن بازی کرده‌است می‌توان به باشگاه فوتبال رئال مادرید سی، باشگاه فوتبال ترانمره راورز، باشگاه فوتبال مکلسفیلد تاون، باشگاه فوتبال رئال مادرید کاستیا، باشگاه فوتبال بلکپول، باشگاه فوتبال بریستول راورز، باشگاه فوتبال آلمریا، باشگاه فوتبال کیدرمینستر هاریرس، و باشگاه فوتبال والسال اشاره کرد.
وی همچنین در تیم ملی فوتبال زیر ۲۱ سال اسپانیا بازی کرده‌است.